# Waldbahn Kobrinskaja
| Waldbahn Kobrinskaja | Waldbahn Kobrinskaja |
| -------------------- | -------------------- |
| Waldbahn Kobrinskaja |                      |
| Streckenverlauf      |                      |
| Streckenlänge:       | 80 km                |
| Spurweite:           | 750 mm (Schmalspur)  |
|                      |                      |

Die Waldbahn Kobrinskaja (russisch Кобринская узкоколейная железная дорога, transkr. Kobrinskaja uskokoleinaja schelesnaja doroga, transl. Kobrinskaâ uzkokolejnaâ železnaâ doroga) ist eine Schmalspurbahn beim Dorf Besboschnik im Rajon Muraschi in der Oblast Kirow in Russland.

## Geschichte
Die 80 km lange Waldeisenbahn wurde 1946 in Betrieb genommen und ist noch das ganze Jahr über in Betrieb (2014). Sie hat eine Spurweite von 750 mm. Sie wird heute für den Holztransport und für den Transport von Waldarbeitern genutzt. Im Jahr 2014 wurden die Gleise stellenweise repariert.

## Fahrzeuge

### Lokomotiven
- Diesellok der SŽD-Baureihe ТУ4 – № 0045, 2145
- Diesellok der SŽD-Baureihe ТУ6А – № 3806, 2846, 2333, 2633, 3697, 3722, 3901, 3082, 3995, 3278, 3490
- Diesellok der SŽD-Baureihe ТУ6СПА – № 0024
- Diesellok der SŽD-Baureihe ТУ6П – № 0022
- Diesellok der SŽD-Baureihe ТУ7 – № 2787, 2039, 2208, 2569, 2072, 2534
- Diesellok der SŽD-Baureihe ТУ8 – № 0457
- Draisine TD-5U „Pionier“

### Güter- und Personenwagen
Es gibt mehrere Langholzwagen, offene und geschlossene Güterwagen, Tankwagen, Schüttgutwagen für den Schottertransport beim Gleisbau sowie mindestens einen Schneepflug und Schienendrehkräne des Typs LT-110 (№ 018) und DM-20 «Fiskars». Außer Personenwagen gibt es auch einfache Speise- oder Aufenthaltswagen.

## Galerie

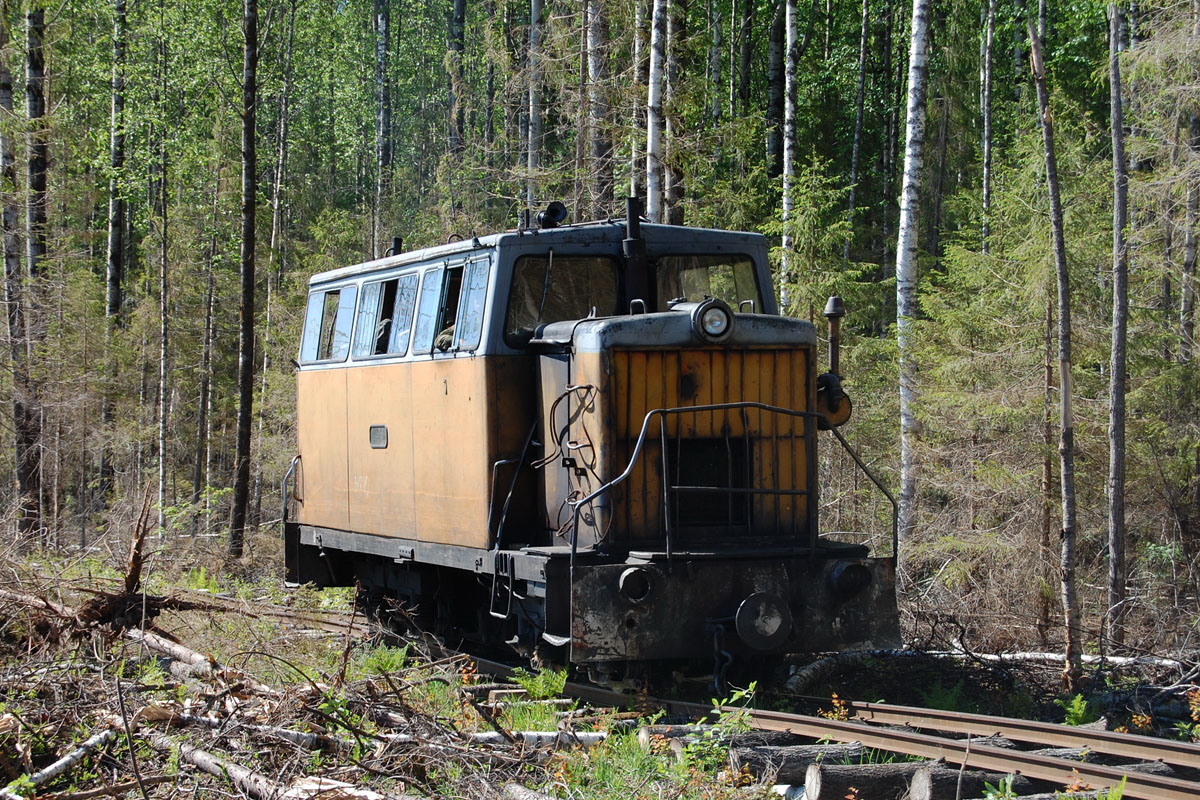
Diesellok der SŽD-Baureihe ТУ6П – № 0022
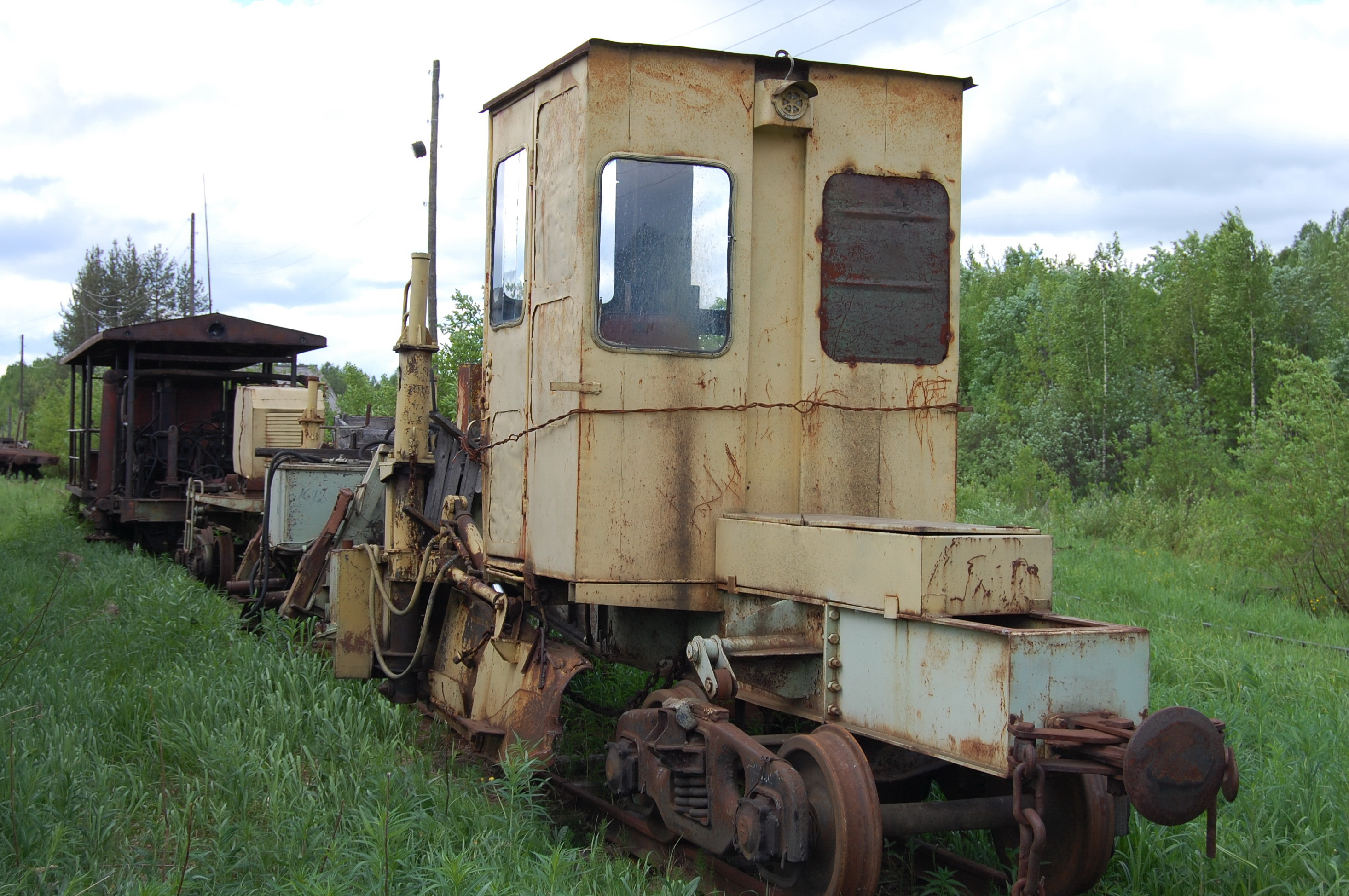
Gleisstopfmaschine LD-22-002 und Gleisbaumaschine DM-7
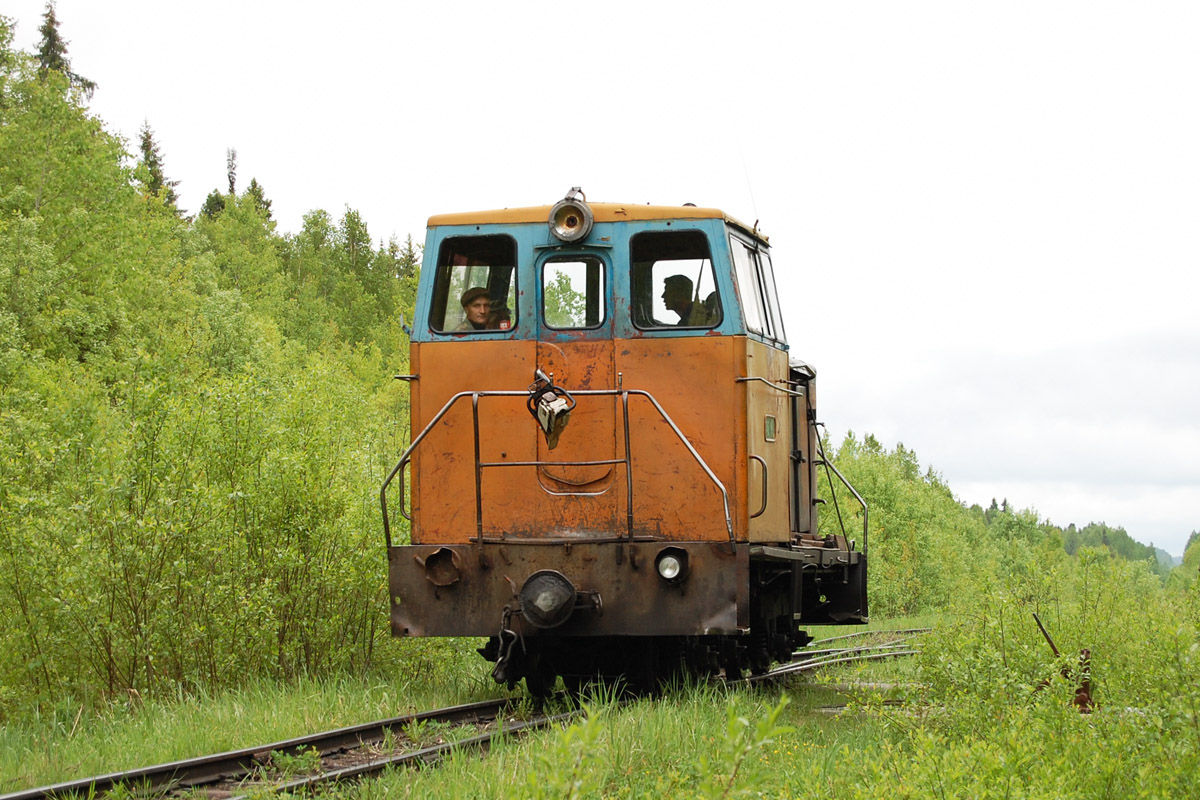
Diesellok der SŽD-Baureihe ТУ6А – № 3695
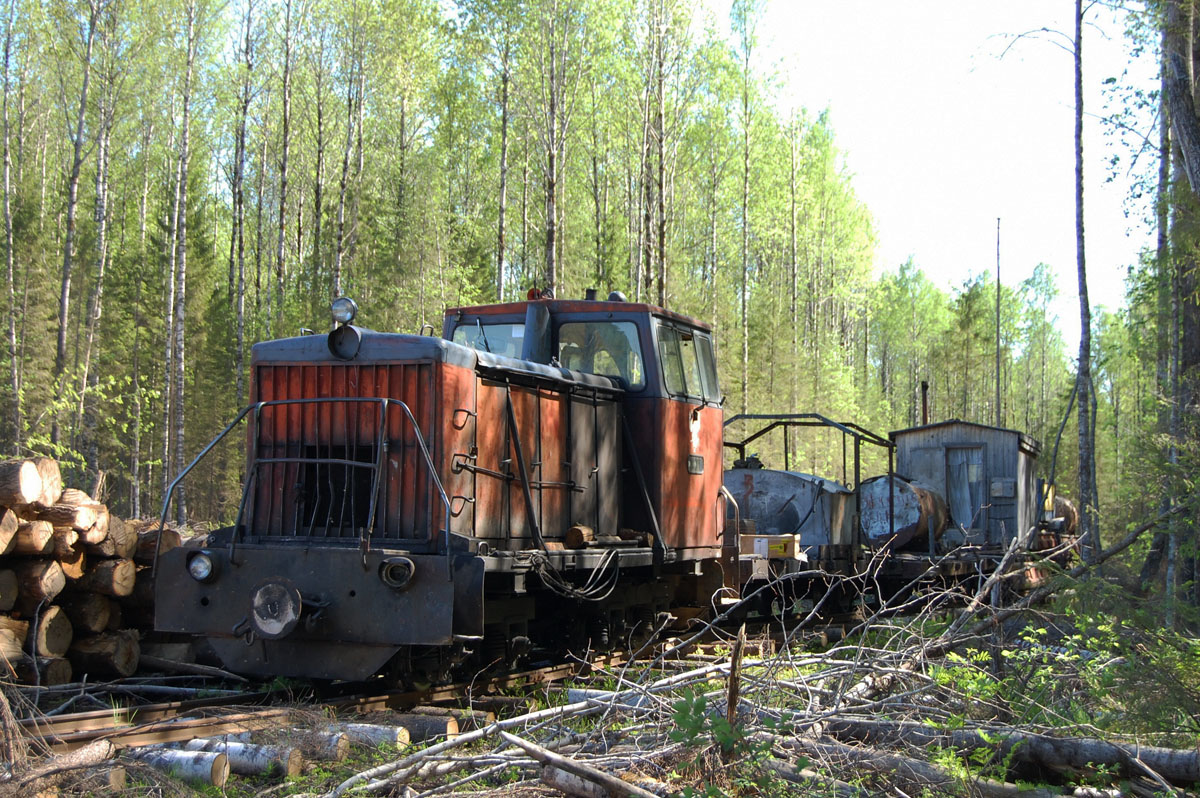
Diesellok der SŽD-Baureihe ТУ6А – № 2846
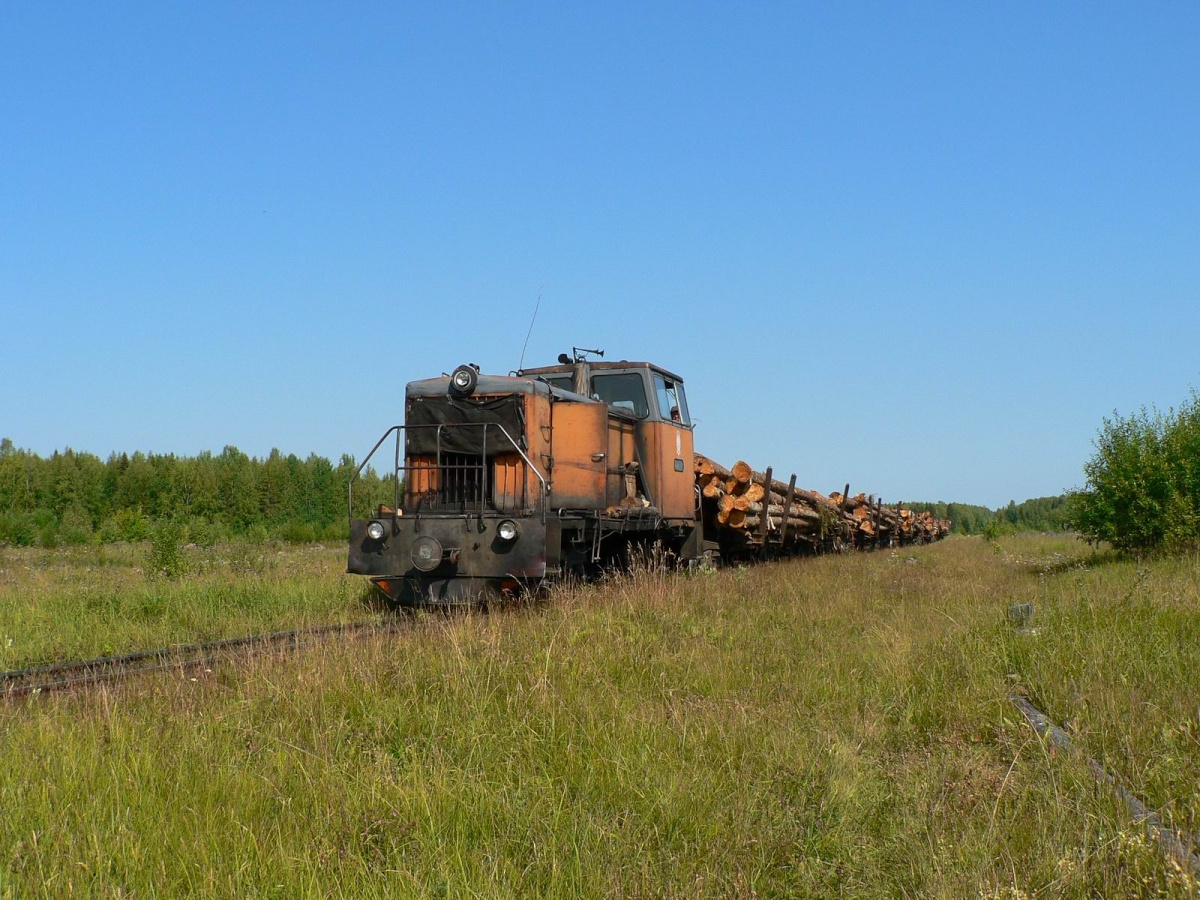
Diesellok der SŽD-Baureihe ТУ6А – № 3809 mit Güterzug
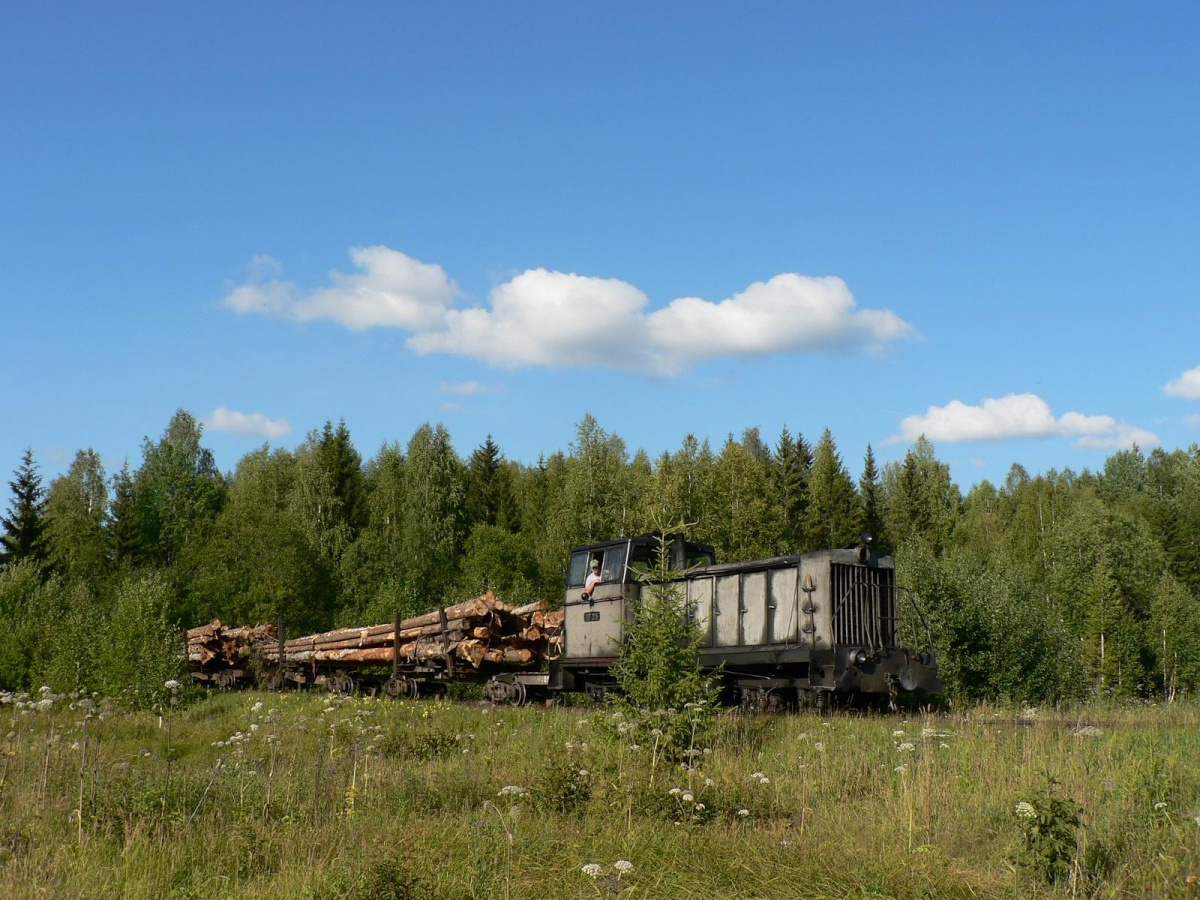
Diesellok der SŽD-Baureihe ТУ7 – № 2039 mit Güterzug
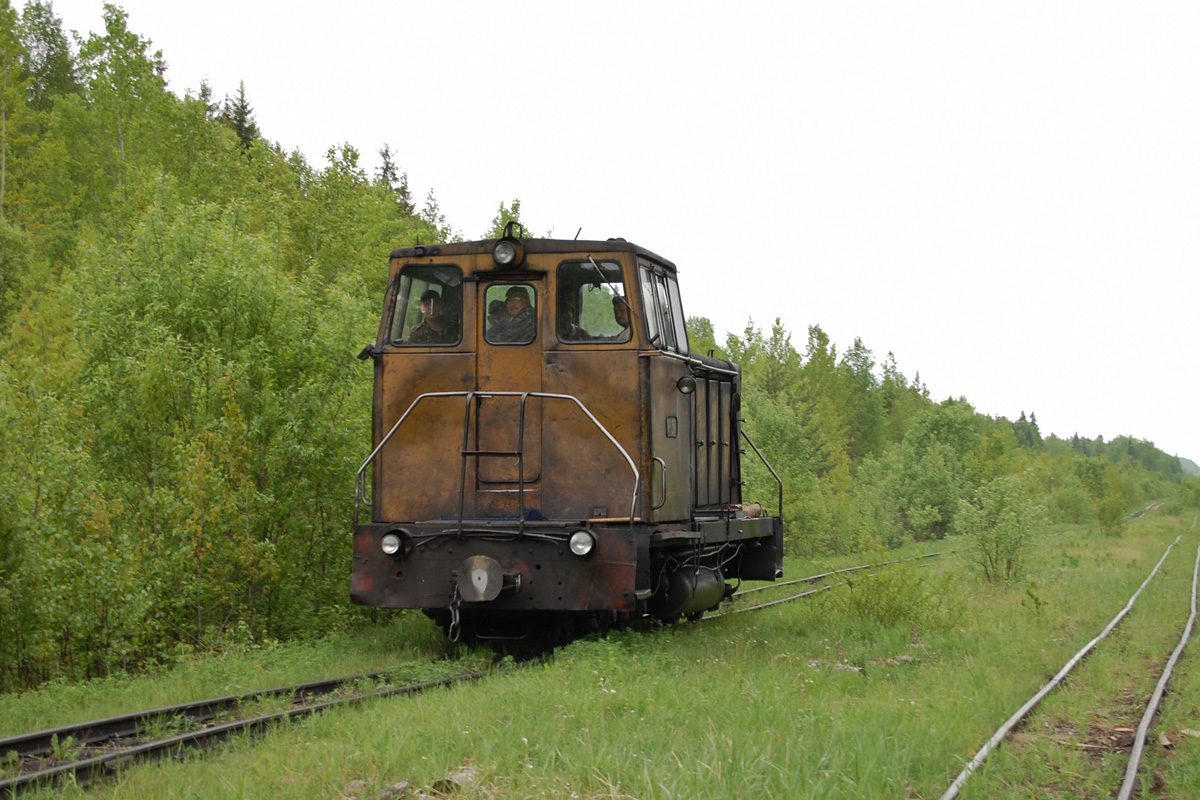
Diesellok der SŽD-Baureihe ТУ7 – № 2569
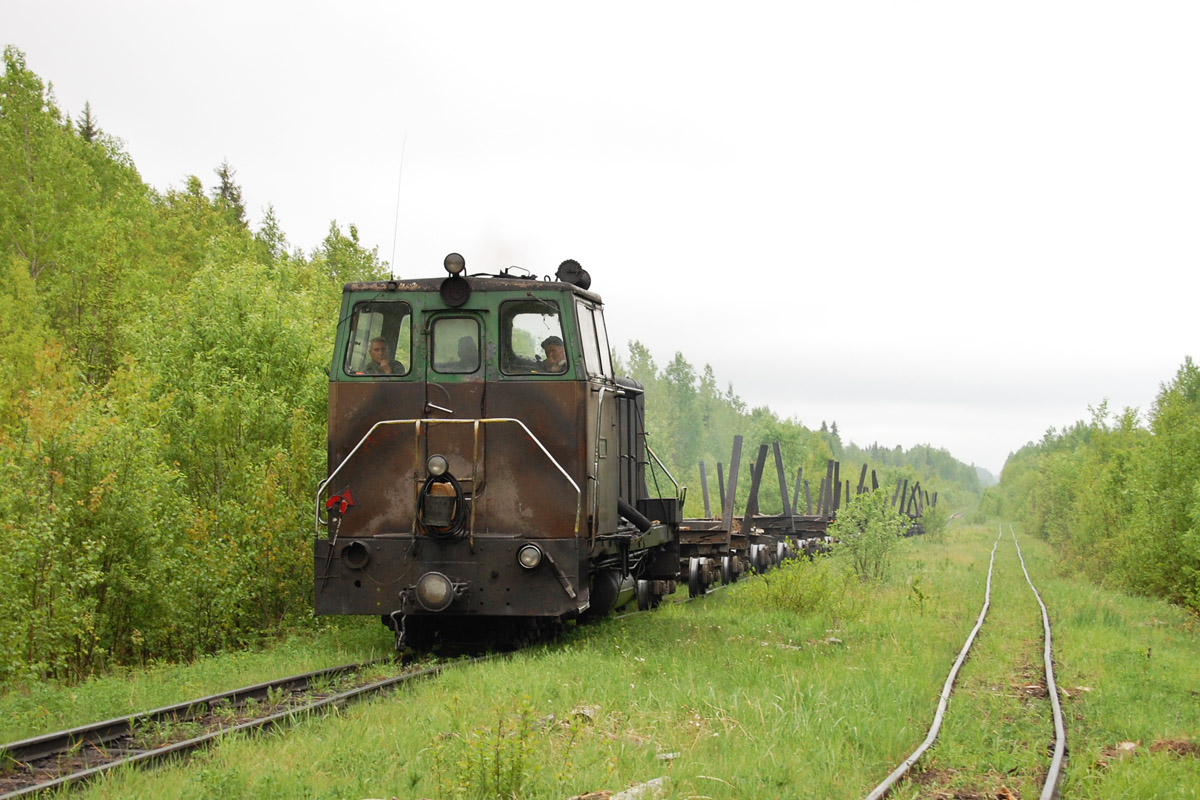
Diesellok der SŽD-Baureihe ТУ7 – № 2072 mit Güterzug
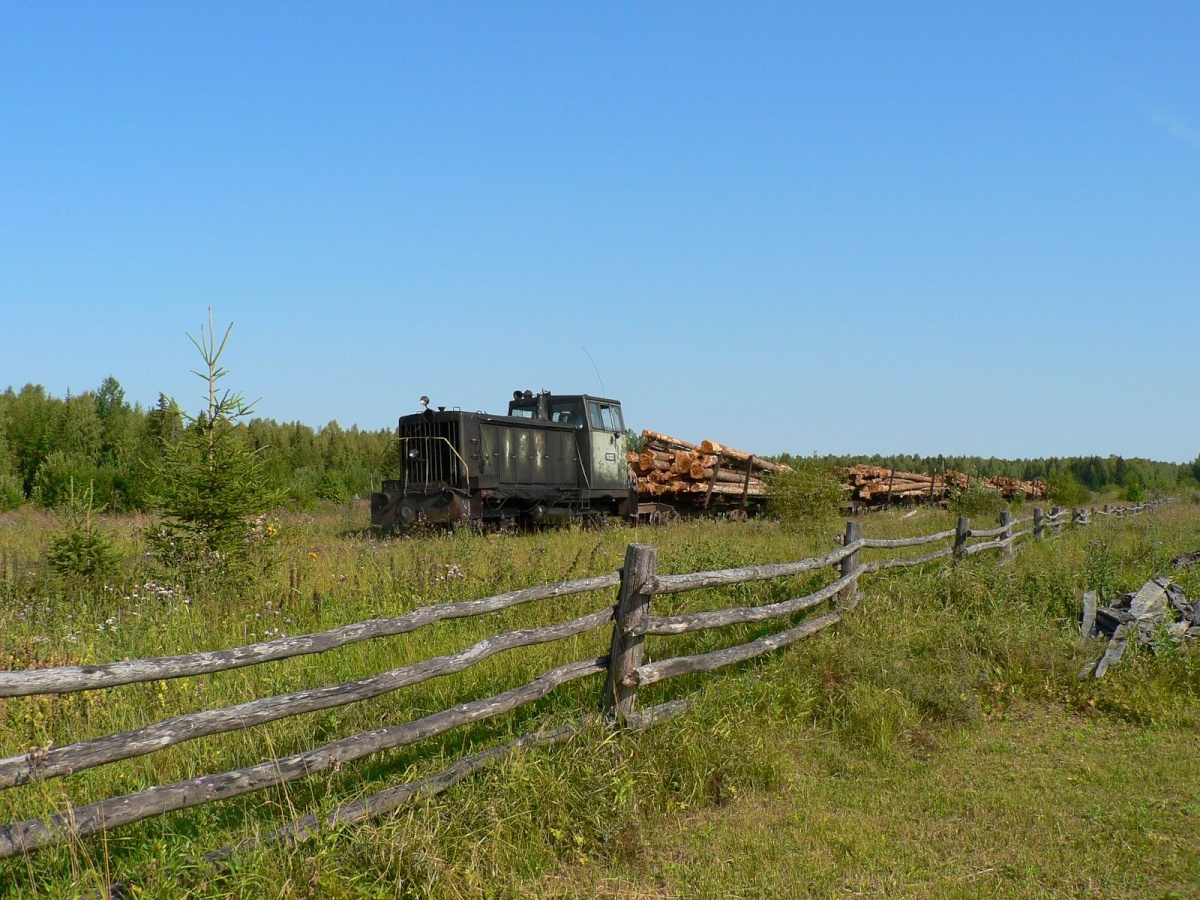
Diesellok der SŽD-Baureihe ТУ7 – № 2072 mit Güterzug
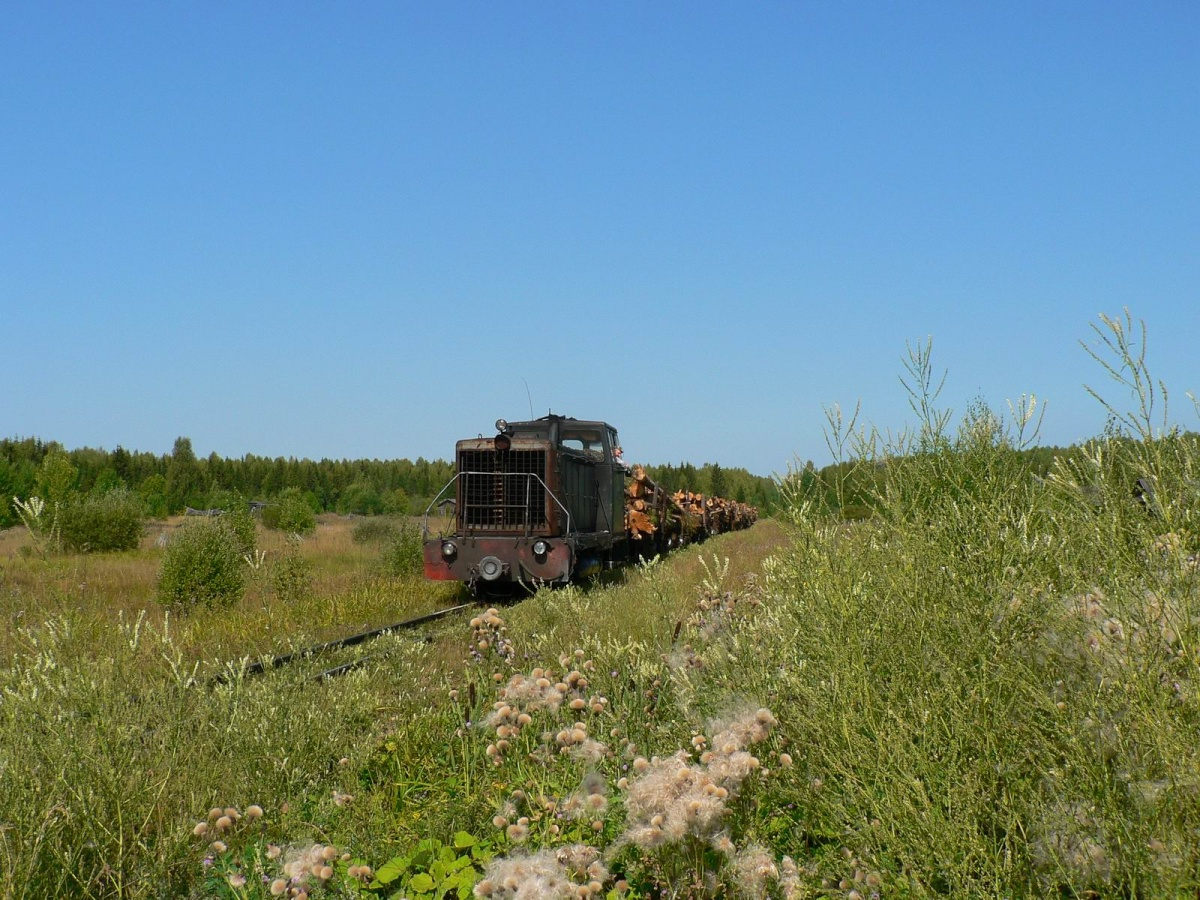
Diesellok der SŽD-Baureihe ТУ7A – № 2787 mit Güterzug
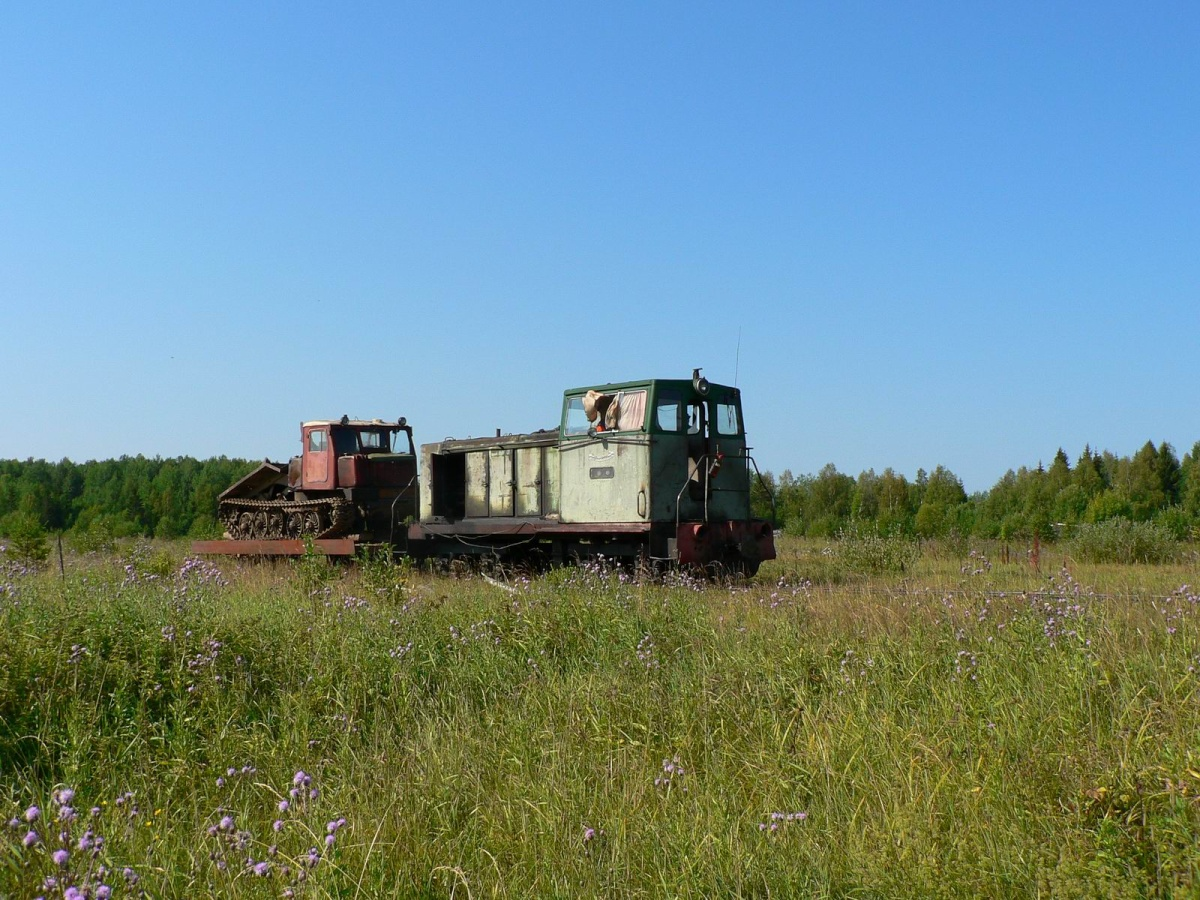
Diesellok der SŽD-Baureihe ТУ8 – № 0457 und TT-4 Raupenschlepper zum Holzrücken